# تي-باغ
ثيودور باغوال شهر «تي باغ» (بالإنجليزية: Theodore " T-Bag" Bagwell)‏ هو إحدى الشخصيات الرئيسية في المسلسل التلفزيوني الأمريكي بريسون بريك، قام بتأدية هذه الشخصية الممثل الأمريكي روبرت نبر. سجين في سجن فوكس ريفير، سجن بتهمة اغتصاب، وقتل قصر.

## حياته قبل السجن
يعد تي-باغ واحدا من أهم الشخصيات في المسلسل وله شبيه يسمى ليو وليد، ظهر لأول مرة في الحلقة الثانية من الجزء الأول، دور الطفولة لتي-باغ أداه الممثل مايكل غولك. جمع في صغره بين الحرية والبراءة والسجن (في غالب الأحيان بسبب الاعتداء على الحيوانـات !!!)
من مواليد ولاية ألاباما الأمريكية، إتسمت حياة تي-باغ منذ بدايتها بنوع من اللاأخلاقية واللاقانونية حيث أنه ابن شقيقين بعدما اعتدى والده على أخته جنسيا. خلال السنة الرابعة من المستوى الابتدائي حاول إحراق منزل معلمه نُـقل على إثرها إلى مركز للإصلاح والتهذيب.
وبعد بلوغه بدأ تي-باغ بارتكاب جرائم أشد وأعنف مثل الاعتداء الجنسي والقتل خاصة وأنه ورث ميوله الجنسية من أبيه. والتقى بسوزان هولاندر، فتاة أحلامه والتي لم تعرف قبل ذلك عن سجله الإجرامي، وكان شديد التأثر بها. وبعد ذلك ألقي القبض على تي-باغ في منزل سوزان بعدما أبلغت عنه. خلال هذه المرحلة انخرط في مجموعة داخل السجن ذات ميول عنصرية ضد السود.
سرعان ما أصبح تي-باغ زعيم المجموعة التي كان ينتمي إليها داخل السجن، وتحت قيادته أصبحت المجموعة أكثر قوة حتى لم تقدر قيادة السجن على مواجهتهم فتم نقل تي-باغ إلى سجن فوكس ريفر بولاية إلينوي.

## الظهور

### الموسم الأول
يظهر تي-باغ في المسلسل كقائد عصابة آرية داخل إصلاحية نهر فوكس. يكرهه بقية السجناء -كجون أبروزي وسي-نوت- بسبب عنصريته وغلمانيته. مع قدوم مايكل سكوفيلد إلى الإصلاحية، أراد تي-باغ جعله أحد خدمه لكنه فشل في ذلك. أثناء القتال العرقي في «ألين» أصيب رفيق زنزانته وحبيبه بجرحه قاتل، فظن أن مايكل هو من تسبب له بذلك، يسعى تي-باغ إلى الثأر من مايكل لكن جون يوقفه بهجوم أتباعه عليه، فيُرسَل تي-باغ إلى المستوصف فيغيب عن حلقتين.
بعد أن عاد في حلقة «الشغب والثاقب والشيطان» قاد تي-باغ شغبا عاما واسع النطاق، علم خلاله بالمصادفة عن خطة الهرب فهدد الآخرين بفضحهم إذا لم يدعوه ينضم إليهم؛ لم يكن للآخرين مجال سوى الموافقة. في نهاية الشغب، تحدى تي-باغ أوامر مايكل وجون وقتل الجندي الذي يعرف عن خطة الهرب، لكنه لفق الجريمة على شخص آخر ضمن عصابته. أصبحت تي-باغ لاحقا أساسيا في فريق الهرب، وابتزهم ليبقونه.
كان تي-باغ مصدر الخلافات لفريق الهرب، وكان يقيس صبرهم بالتهجم العنصري، وأنّب مايكل ضميره للسماح لتي-باغ بالانضمام. يظهر تي-باغ طوال الموسم رغبته الجنسية في بقية السجناء، ويُكره رفيق زنزانته الجديد سيث على العلاقة الجنسية، بعد أن امتنع سيث تحول تي-باغ إلى السجين الجديد توينر، الذي ابتعد عنه بقية سجناء الإصلاحية. لكن مايكل ولما كان يشعر به من ذنب إزاء انتحار سيث، هدد تي-باغ وأمره بأن يترك توينر وشأنه.
بعد أن اكتشف الفريق أن عددهم أكبر من أن ينجحوا في خطة الهرب، خيّر جون تي-باغ في حلقة «وخرج الرجل الغريب» بين المغادرة والموت. علم تي-باغ أيضا أن قريبه جيمس باغويل وابنه قتلا فشعر بالحزن الشديد، فقرّر الانتقام من جون بعد أن عرف أنه وراء الحادثة. فذبح جون بشفرة حلاقة، لكنه فشل في قتله. كان تي-باغ واحدا من ستة حاولوا وفشلوا الهروب في حلقة «نهاية المطاف».
أظهر تي-باغ ولاءً أكبر للفريق في الحلقات الأخيرة، وساهم في إبقاء نفق الهروب مخفيا، ودخل في علاقة جنسية مع متحول ليبقي خطة الهرب سرا. في حلقة «الخدعة» ساعدت مهارته في التحايل في القمار الفريق. يفزع تي-باغ من عودة جون إلى السجن بعد علاجه، فيعزم على قتله. إلا أن سي-نوت يوقفه ويذكره بأن جون سيدبر وسيلة المواصلات خارج السجن. يدعي جون مسامحته لتي-باغ، لكن الاثنان يحذران من بعضهما في بقية المسلسل.
يهرب تي-باغ من إصلاحية نهر فوكس في الحلقة قبل الأخيرة مع مايكل وجون وخمسة سجناء آخرين. ولكي يضمن سلامته، قيد يده بيد مايكل، معتقدا بأن ذلك سيمنع جون من قتله. لكن جون في النهاية استطاع الثأر منه بعد أن قطع يده بفأس، وتركه حتى يموت؛ لكن تي-باغ يتمكن من النجاة والهرب.

### الموسم الثاني
ركّزت أول أربع حلقات من الموسم على رحلة تي-باغ إلى أوتاه، التي خبأ فيها تشارلز وستمورلاند أمواله. قبل أن يتجه تي-باغ إلى أوتاه، تمكن من ربط يده بعد أن أجبر طبيبًا بيطريًا على فعل ذلك بدون مخدر خوفا من أن يتصل بالشرطة، وصبغ شعر رأسه ليغير شكله. في الحلقة الخامسة من الموسم والحلقتين التاليتين لها، اجتمع بشخصيات المسلسل الرئيسية، وحفر مع خمسة من الهاربين بحثا عن أموال وستمورلاند تحت مرآب بيت إحدى السيدات. خدع تي-باغ بقية الهاربين، وسرق المال وبدأ رحلته للبحث عن حبيبته السابقة سوزان هولاندر التي وشت به. تنفصل قصة تي-باغ عن القصة الأًصلية للمسلسل في الحلقة الثامنة وما تلاها.
يمسك براد بيليك وروي جيري تي-باغ في الحلقة التالية «وحفروا» بعد أن أخفى الخمسة ملايين في صندوق أمانات في محطة للحافلات. تصور الحلقة التالية «الميعاد» تعذيب بيليك وجيري لتي-باغ أملا في الحصول على موقع المال، وبعد أن اعترف لهما بموقع المال، قيّدا معصمه الذي بُتر في الموسم الأول بمدفأة. لكن تي-باغ يتمكن من الفرار في «بولشوي بوز» بقطع يده مرة أخرى. يضرب جيري بيليك فيفقده وعيه. ويتتبع تي-باغ مكان جيري ويقتله. وقبل أن يغادر حاملا المال، لفق تهمة القتل على بيليك.
يجد تي-باغ مكان سوزان في آخر حلقة من حلقات 2006 في الولايات المتحدة -وهي «صندوق القتل»-. احتجز تي-باغ سوزان وطفليها كرهائن في منزلهما في ولاية كنساس. وأخذهم إلى المنزل الذي عاش فيه طفولته في ألباما في «الدم الفاسد»، ثم يخبرهم أنه يريد أن يكون جزءا من أسرتهم. ترده سوزان وتقول أنها لا تستطيع حبه مجددًا. يحزن تي-باغ على ذلك فيتركهم ويتصل بالشرطة مبلّغًا عن وجود رهائن في منزله ليحرروهم.
يبدأ الجزء الثاني من قصة تي-باغ من الحلقة الثامنة عشر والتي تصور عزمه على السفر إلى المكسيك بعد أن سرق هويةً وقتل صاحبها. صادفت رحلة تي-باغ إلى المكسيك الرحلة ذاتها التي أخذها براد بيليك. شاهد تي-باغ بيليك في حلقة «كارولاين الجميلة» فاضطر للتخفي وفقد ماله في سير استلام الأمتعة. اشتبك بعد ذلك مع أحد رجال الأمن أثناء محاولته لاستعادة المال لكنه فشل في استعادته. فرّ تي-باغ ولكن صوره بُثّت في التلفاز المكسيكي.
بعد أن تخفى عن بيليك وسوكري في حلقة «باناما»، سافر تي-باغ إلى باناما. وهناك قتل عاهرة ووظف حراسًا شخصيين تحت امرته. اتفق تي-باغ مع الشركة على أن يوقع بالأخوين مايكل سكوفيلد ولينكون بوروز.
تفشل خطة الشركة ويحاصره بيليك وسوكري ومايكل في حلقة «فاين ديل كاوينو». يهرب بإصابة بيليك في رجله، لكن مايكل وسوكري يمسكان به بعد لحظات من ذلك. بعد أن رفض مايكل إطلاق سراحه (لأنه كان يشعر بالذنب حيال جميع الذين قتلهم تي-باغ منذ فر من السجن) تشاجر الاثنان وطعنه مايكل في يده السليمة وتركه للسلطات البانامية. بعدهانُقل إلى زنزانة بانامية ووجد بيليك محتجزا هناك أيضا. كانت آخر لقطة لتي-باغ في السجن وهو يصرخ بعدما زاره أحد عملاء الشركة وأبلغه أنهم لن يخرجوه من السجن. تي-باغ هو خامس «ثمانية نهر فوكس» الذين تعترضهم السلطات وثاني الذيْن لم يُقتلا أثناء ذلك (بعد سي-نوت).

### الموسم الثالث
استطاع تي-باغ بعد أن اعتقل في سونا مع مايكل وبيليك وماهون أن ييسر حياته في السجن، بضم نفسه إلى ليشيرو مهرب المخدرات والرجل الأقوى داخل السجن. ابتز مايكل تي-باغ بتاريخ غلمانيته ليحصل على هاتف ليشيرو النقال. يحضر تي-باغ الهاتف لمايكل، ولكن ليشيرو لاحظ أن أحدًا حركه من مكانه، ولكي يدفع التهمة عن نفسه، أخذ يشكك ليشيرو في مساعده الأيمن سامي الذي كان يكن العداء علنًا لتي-باغ. نحج تي-باغ في ذلك، وجعله ليشيرو جاسوسه أثناء غيابه مما رفع قدر تي-باغ في السجن.
كسب تي-باغ بعد ذلك ثقة تاجر ومهرب المخدرات الذي يعمل تحت ليشيرو فقط ليقتله بخنقه بكيسٍ بلاستيكي. يخفي آثار جريمته بجعل الوفاة أشبه ما تكون كنتيجة لآثار المخدرات، ثم حل محل مهرب المخدرات في السجن. قام تي-باغ أيضا بحماية الأخت ماري فرانسيس عندما دخل الحراس إلى سونا مما قوى علاقتهما. عندما سرقت ماري أموال ليشيرو وضع اللوم على نفسه لينقذها من عقوبة ليشيرو.
بعد أن لُفقت تهمة قتل على جيمس ويسلر، حاول تي-باغ إقناع مايكل بأن يلفق التهمة على سامي غير أن مايكل يرفض ذلك. عندما ضُبطت محاولة مايكل ووسيلر للهرب في المرة الثاني، شك تي-باغ بالأمر واكتشف أن مايكل يحاول الهرب لمرة ثالثة. ابتز تي-باغ الفريق، لكن مايكل خدعه -هو وبيليك وليشيرو- فقبض عليهم وتمكن الآخرون من الفرار.
بعد أن هرب البقية، تنصل من إخبار الشرطة، وقال أن فرناندو سوكري يعرف كامل الخطة. وجد كتاب الطيور الذي ألقاه ويسلر فأخفاه في جيبه. رجع تي-باغ إلى سونا ثم احتال على ليشيرو وطلب منه 50,000 دولار «ليرشو أحد الحراس» ثم قتله. أخذ تي-باغ جزءًا من المبلغ ووزعه على السجناء ليكسب تأييدهم. بدأ هتافة «كل المجرمين سواسية» فأحبه الجميع وأصبح حاكم سونا الجديد بعدها احرق السجن وفر بالهرب منه وكان شخصية تي باغ مهمه جدا في المسلسل